# Inzersdorf im Kremstal
Inzersdorf im Kremstal ist eine Gemeinde in Oberösterreich im Bezirk Kirchdorf im Traunviertel mit 1890 Einwohnern (Stand 1. Jänner 2025). Der zuständige Gerichtsbezirk ist Kirchdorf an der Krems.

## Geografie
Inzersdorf im Kremstal liegt auf 434 m ü. A. im Traunviertel. Die Ausdehnung beträgt von Nord nach Süd 5 km und von West nach Ost 7,6 km. Die Gesamtfläche beträgt 22,72 Quadratkilometer. Ein Drittel der Fläche ist bewaldet und fast sechzig Prozent werden landwirtschaftlich genutzt. Gewässer nehmen 1,1 und Gärten 2,2 Prozent des Gemeindegebiets ein. 69,8 Prozent ist Dauersiedlungsraum und die Bevölkerungsdichte liegt mit 83 Einwohnern pro Quadratkilometer über dem Bezirksschnitt.

### Gemeindegliederung
Das Gemeindegebiet umfasst vier Ortschaften (in Klammern Einwohnerzahl Stand 1. Jänner 2025):
- Haselbäckau (145)
- Inzersdorf im Kremstal (1163)
- Lauterbach (390)
- Magdalenaberg (192)

Die Gemeinde besteht aus zwei Katastralgemeinden:
- Mitterinzersdorf
- Unterinzersdorf

### Nachbargemeinden
| Pettenbach            |                                             | Schlierbach            |
|                       | Kompassrose, die auf Nachbargemeinden zeigt |                        |
| Steinbach am Ziehberg | Micheldorf in Oberösterreich                | Kirchdorf an der Krems |

## Geschichte
Ursprünglich im Ostteil des Herzogtums Bayern liegend, gehörte der Ort seit dem 12. Jahrhundert zum Herzogtum Österreich. Seit 1490 wird er dem Fürstentum Österreich ob der Enns zugerechnet.
Während der Napoleonischen Kriege war der Ort mehrfach besetzt.
Seit 1918 gehörte der Ort zum Bundesland Oberösterreich. Nach dem Anschluss Österreichs an das Deutsche Reich am 13. März 1938 gehörte der Ort zum Gau Oberdonau, 1945 erfolgte die Wiederherstellung Oberösterreichs.

### Einwohnerentwicklung
1991 hatte die Gemeinde laut Volkszählung 1.783 Einwohner. Danach stieg die Bevölkerungszahl wegen einer sehr positiven Geburtenbilanz, die die negative Wanderungsbilanz ausgleichen konnte, auf 1.895 Personen im Jahr 2020.

## Kultur und Sehenswürdigkeiten

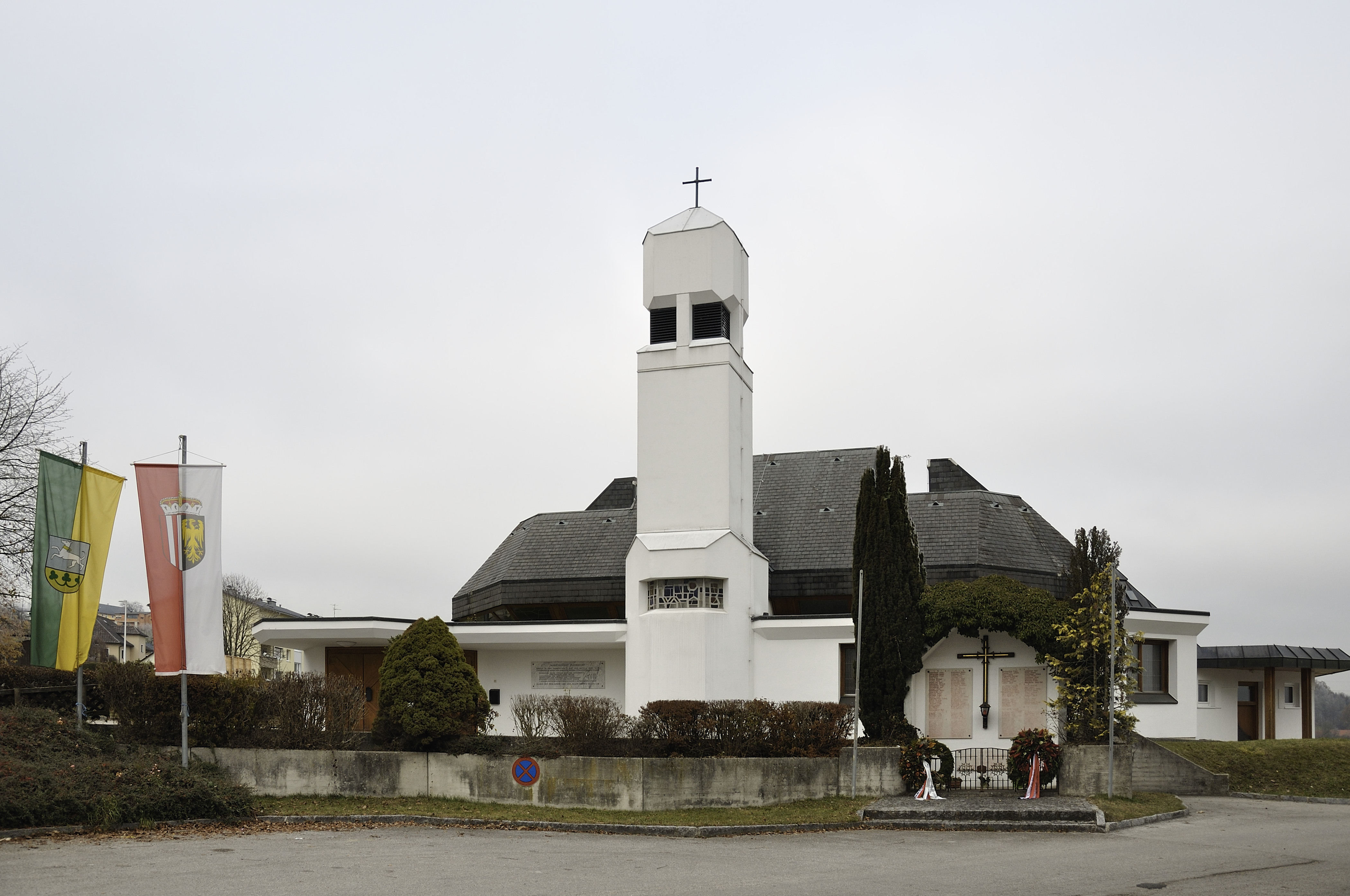
Filialkirche Inzersdorf im Kremstal

- Katholische Filialkirche Inzersdorf im Kremstal hl. Maria
- Ehemalige Hammerschmiede Inzersdorf

| Von den rund 400 Arbeitsplätzen in der Gemeinde entfällt ein Viertel auf die Landwirtschaft, fünfzehn Prozent auf den Produktionssektor und sechzig Prozent auf Dienstleistungen. Davon arbeitet mehr als die Hälfte im Handel. In Inzersdorf leben fast 1000 Erwerbstätige. Rund 200 arbeiten in der Gemeinde, die anderen pendeln vor allem in andere Gemeinden des Bezirks Kirchdorf aus. Rund 240 Menschen aus der Umgebung kommen, um in Inzersdorf zu arbeiten. | Die zur Anzeige dieser Grafik verwendete Erweiterung wurde dauerhaft deaktiviert. Wir arbeiten aktuell daran, diese und weitere betroffene Grafiken auf ein neues Format umzustellen. (Mehr dazu) |

### Bildung
- Kindergarten Inzersdorf
- Volksschule Inzersdorf
- Hort Inzersdorf
- Bibliothek Inzersdorf

### Verkehr
- Straße: Im Süden des Gemeindegebietes gibt es einen Autobahnanschluss an die Pyhrn Autobahn A 9.

### Sport
Die Sportunion Inzersdorf wurde 1963 gegründet. Sie besteht zurzeit aus den Sektionen Faustball, Tennis, Stockschießen, Beachvolleyball, Skifahren, Kegeln und Gymnastik.
Die Faustball-Herren konnten 2010 mit dem Cupsieg gegen die Union Freistadt ihren bisher größten Erfolg feiern. Nach einigen Jahren in der 1. Landesliga spielt die 1. Herrenmannschaft aktuell in der 2. Landesliga Süd. Im Rahmen der Hallenmeisterschaften konnten die Inzersdorfer ab 2009 an der 2. Bundesliga, aus welcher die Mannschaft erst 2015 wieder abstieg, teilnehmen. Bis vor kurzem gab es auch eine Damen-Mannschaft, welche im Jahr 1994 den Cupsieg feiern konnte und Ende 2014 vorübergehend aufgelöst wurde. Im August findet das jährliche von der Union ausgerichtete Helmut-Berger-Gedenkturnier in Inzersdorf statt.
Seit 2004 nimmt auch die Tennis-Herrenmannschaft am Meisterschaftsbetrieb teil. Nach dem erstmaligen Aufstieg 2010 folgte jedoch der Abstieg nur ein Jahr später. In der Saison 2016 gelang mit sieben Siegen aus acht Spielen und dem abschließenden 2. Platz der abermalige Aufstieg in die 2. Bezirksklasse. Zusätzlich gibt es noch aktuell drei Jugendmannschaften, welche 2016 zwei Meister- und einen Vizemeistertitel bejubeln durften, sowie ab der Saison 2017 erstmals eine Seniorenmannschaft.
Die Sportanlage der Union Inzersdorf wurde im Jahr 1990 errichtet und 1993 feierlich eröffnet. Sie verfügt über drei Faustballfelder, drei Sand-Tennisplätze sowie einen Beachvolleyballplatz und eine überdachte und beheizte Stockhalle, welche auch für größere Veranstaltungen genutzt wird.

## Politik

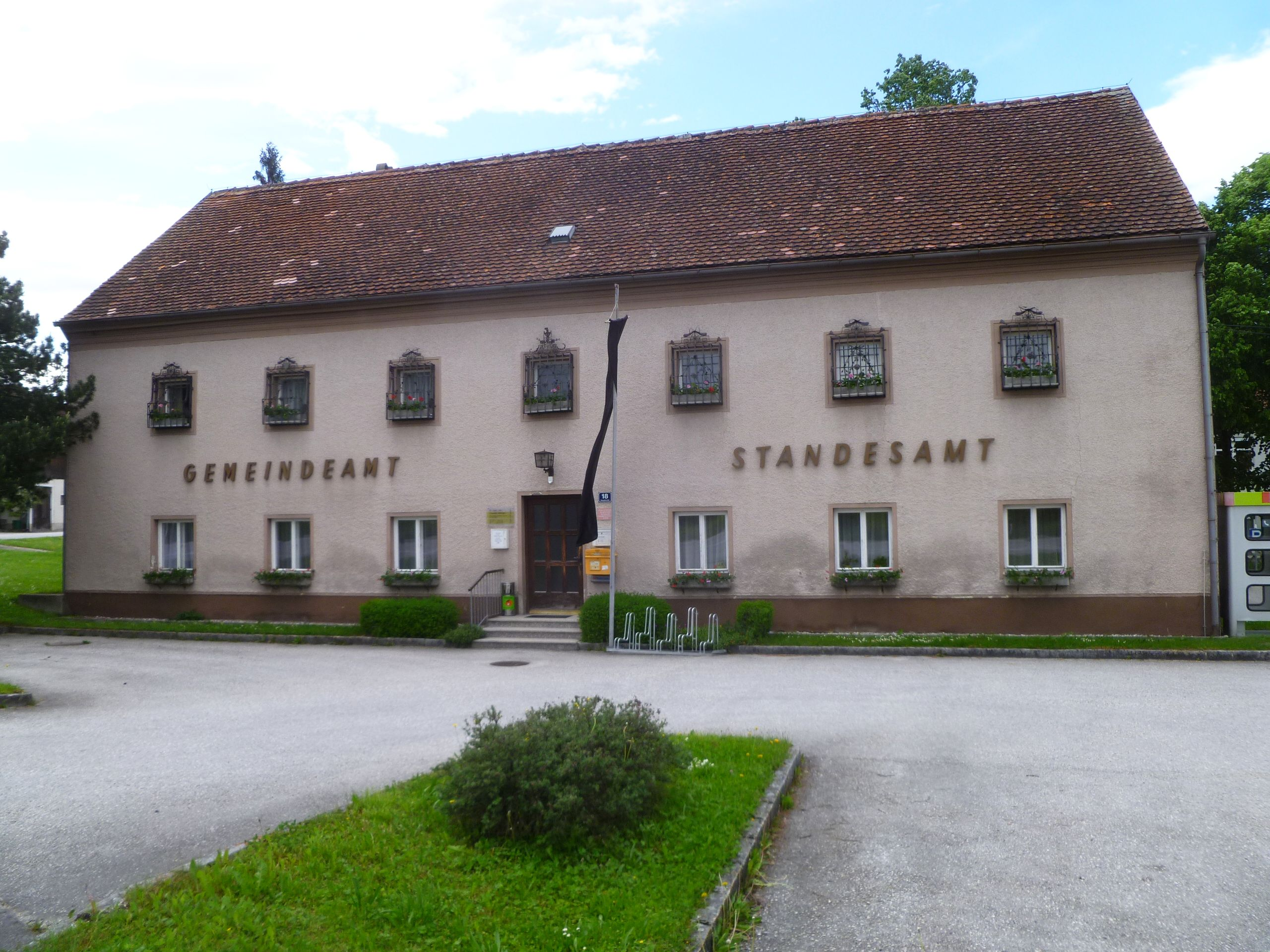
Ehemaliges Gemeindeamt Inzersdorf im Kremstal

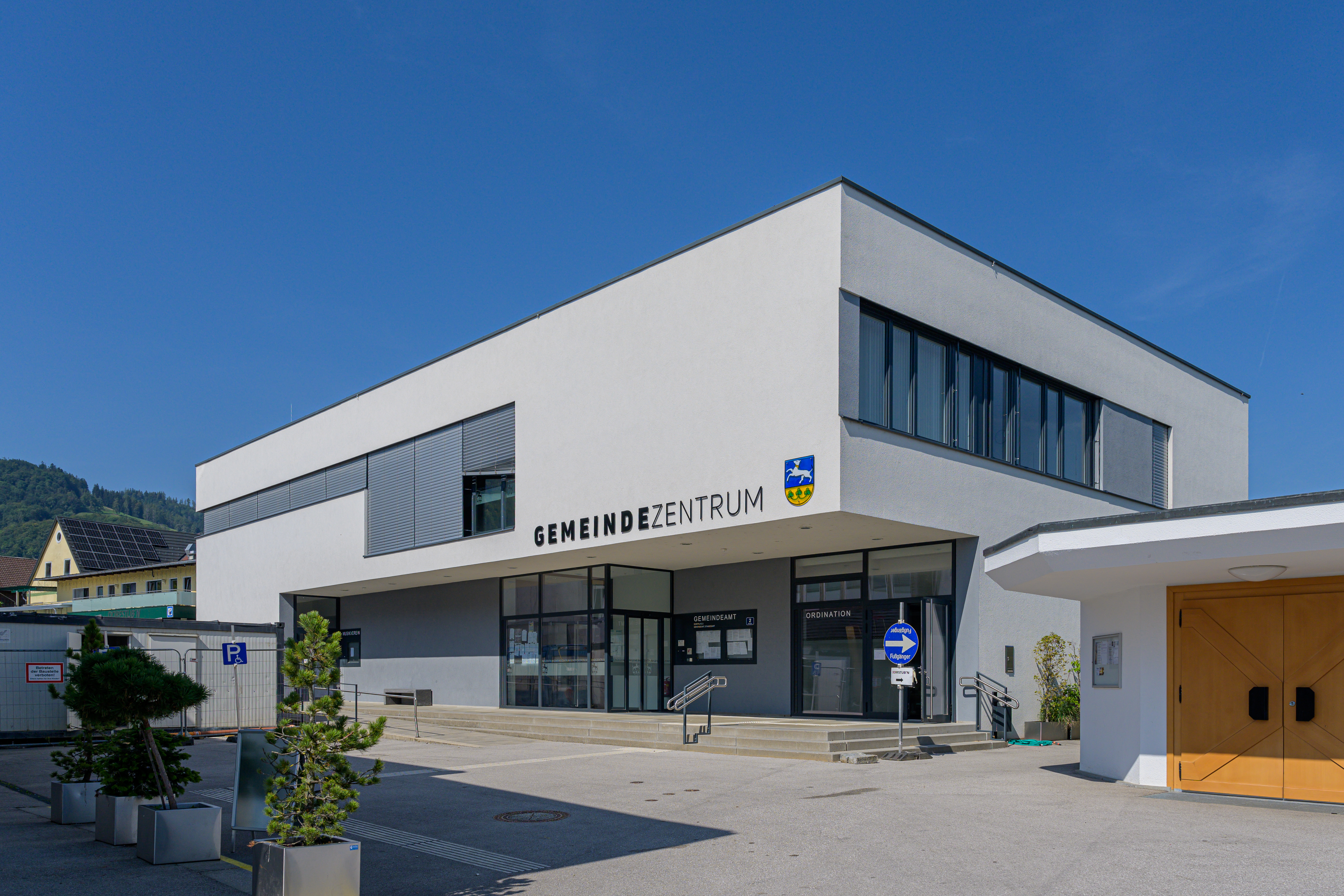
Seit 2017 gibt es ein neues Gemeindezentrum

### Gemeinderat
Der Gemeinderat hat 19 Mitglieder.
- Mit den Gemeinderats- und Bürgermeisterwahlen in Oberösterreich 2003 hatte der Gemeinderat folgende Verteilung: 11 ÖVP, 7 SPÖ und 1 FPÖ.[6]
- Mit den Gemeinderats- und Bürgermeisterwahlen in Oberösterreich 2009 hatte der Gemeinderat folgende Verteilung: 10 ÖVP, 7 SPÖ und 2 FPÖ.[7]
- Mit den Gemeinderats- und Bürgermeisterwahlen in Oberösterreich 2015 hatte der Gemeinderat folgende Verteilung: 10 ÖVP, 6 SPÖ und 3 FPÖ.[8]
- Mit den Gemeinderats- und Bürgermeisterwahlen in Oberösterreich 2021 hat der Gemeinderat folgende Verteilung: 10 ÖVP, 6 SPÖ und 3 FPÖ.[9][10]

### Bürgermeister
Bürgermeister seit 1850 waren:
- 1850–1858 Franz Dutzler
- 1858–1864 Kaspar Danzberger
- 1864–1867 Georg Zeilinger
- 1867–1903 Franz Huemer
- 1903–1910 Franz Edlinger
- 1910–1919 Leopold Gotthartsleitner
- 1919–1922 Franz Pöllhuber
- 1922–1924 Johann Kastner
- 1924–1935 Georg Gotthartsleitner
- 1935–1947 Franz Klausner
- 1947–1967 Josef Tretter I
- 1967–1985 Josef Tretter II
- 1985–1991 Maximilian Kern
- 1991–2013 Franz Gegenleitner (ÖVP)
- seit 2013 Bernhard Winkler-Ebner (ÖVP)[12]

### Wappen
Blasonierung:
„Erniedrigt geteilt; oben in Blau ein silberner, schreitender Windhund mit einem goldenen Halsband; unten in Gold balkenweise drei grüne Kleeblätter, die durch zwei grüne Stiele bogenförmig miteinander verbunden sind.“
Die Gemeindefarben sind Gelb-Grün.